# Coryphantha erecta
Coryphantha erecta ist eine Pflanzenart in der Gattung Coryphantha aus der Familie der Kakteengewächse (Cactaceae). Das Artepitheton erecta stammt aus dem Lateinischen, bedeutet ‚aufrecht‘ und verweist auf die aufrechten Triebe.

## Beschreibung
Coryphantha erecta verzweigt von der Basis aus und bildet Klumpen. Die zylindrischen leuchtend grünen Triebe erreichen bei Durchmessern von 5 bis 8 Zentimetern Wuchshöhen von bis zu 50 Zentimeter. Die bis zu 8 Millimeter langen konischen Warzen stehen locker beieinander. Die Axillen tragen weiße Wolle und gelbe Nektardrüsen. Die zwei, selten vier, gelblich braunen Mitteldornen sind abwärts gerichtet und bis 2 Zentimeter lang. Die acht bis 13 goldbraunen, bis zu 1,2 Zentimeter langen Randdornen sind ausgebreitet, gerade und pfriemlich.
Die kurz trichterförmigen, fast radförmigen gelben Blüten sind 5 bis 6 Zentimeter lang und erreichen Durchmesser von bis zu 7,5 Zentimeter. Die zylindrischen grünen Früchte erreichen eine Länge von bis zu 1,5 Zentimeter.

## Verbreitung, Systematik und  Gefährdung
Coryphantha erecta ist in den mexikanischen Bundesstaaten Hidalgo, Guanajuato und Querétaro auf Abhängen mit Kalkschotter verbreitet.
Die Erstbeschreibung als Mammillaria erecta durch Ludwig Georg Karl Pfeiffer wurde 1837 veröffentlicht. Charles Lemaire stellte die Art 1868 in die Gattung Coryphantha. Weitere nomenklatorische Synonyme sind Cactus erectus (Lem. ex Pfeiff.) Kuntze (1891) und Glandulifera erecta (Lem. ex Pfeiff.) Frič (1924). 
Coryphantha erecta wird in der Roten Liste gefährdeter Arten der IUCN als „Least Concern (LC)“, d. h. nicht gefährdet, eingestuft.

## Nachweise